# Hainschwang
Hainschwang ist ein kleiner Ort im Innviertel Oberösterreichs wie auch Ortschaft der Gemeinde Moosbach im Bezirk Braunau am Inn.

## Geographie
Der Ort befindet sich 11½ Kilometer südöstlich von Braunau am Inn und 21½ Kilometer westlich von Ried im Innkreis. 
Der Weiler Hainschwang liegt am Westrand des Innviertler Hügellands und am Südrand des Inntals auf um die 400 m ü. A. Höhe zwischen Schachawald und Gaugshamer Wald, am Nordostrand des ersteren.
Obwohl er vom Rest der Gemeinde durch den Schachawald vollständig isoliert im Tal des Altbachs liegt, gehört er zum Moosbacher Gebiet.
Die Ortschaft Hainschwang umfasst nur 4 Gebäude mit etwa 20 Einwohnern.
Die L1095 Treubacher Straße von Altheim nach Treubach passiert den Ort.
| Weng im Innkreis (O, Gem. Weng i.I.) |                                             |                            |
| Matzelsberg (O)                      | Kompassrose, die auf Nachbargemeinden zeigt | Gaugsham (O, Gem. Altheim) |
| Hufnagl                              | Am Schachawald                              |                            |